# Лінакр коледж (Оксфорд)
51°45′34″ пн. ш. 1°14′59″ зх. д. / 51.759444° пн. ш. 1.249722° зх. д.
Лінакр коледж — установчий коледж Оксфордського університету у Великій Британії, до складу якого входять приблизно 50 співробітників та 500 аспірантів. Коледж названий на честь Томаса Лінакра (1460–1524), засновника Королівського медичного коледжу, а також видатного гуманіста епохи Відродження. 
Лінакр — це багатопрофільний коледж як за міжнародним складом його членів (більшість з яких походять не з Великої Британії та представляють 133 різні країни), так і за дисциплінами, що вивчаються. Лінакр був першим коледжем у Великій Британії, який могли закінчувати як жінки так і чоловіки одночасно та вивчати спільно однакові предмети. Цей егалітарний дух відображається відсутністю формальної розподілу на студентів та викладачів. 
Коледж Лінакр — перший вуглецевонейтральний коледж, а також перший коледж в Оксфорді, який отримав статус Fairtrade. 

## Галерея

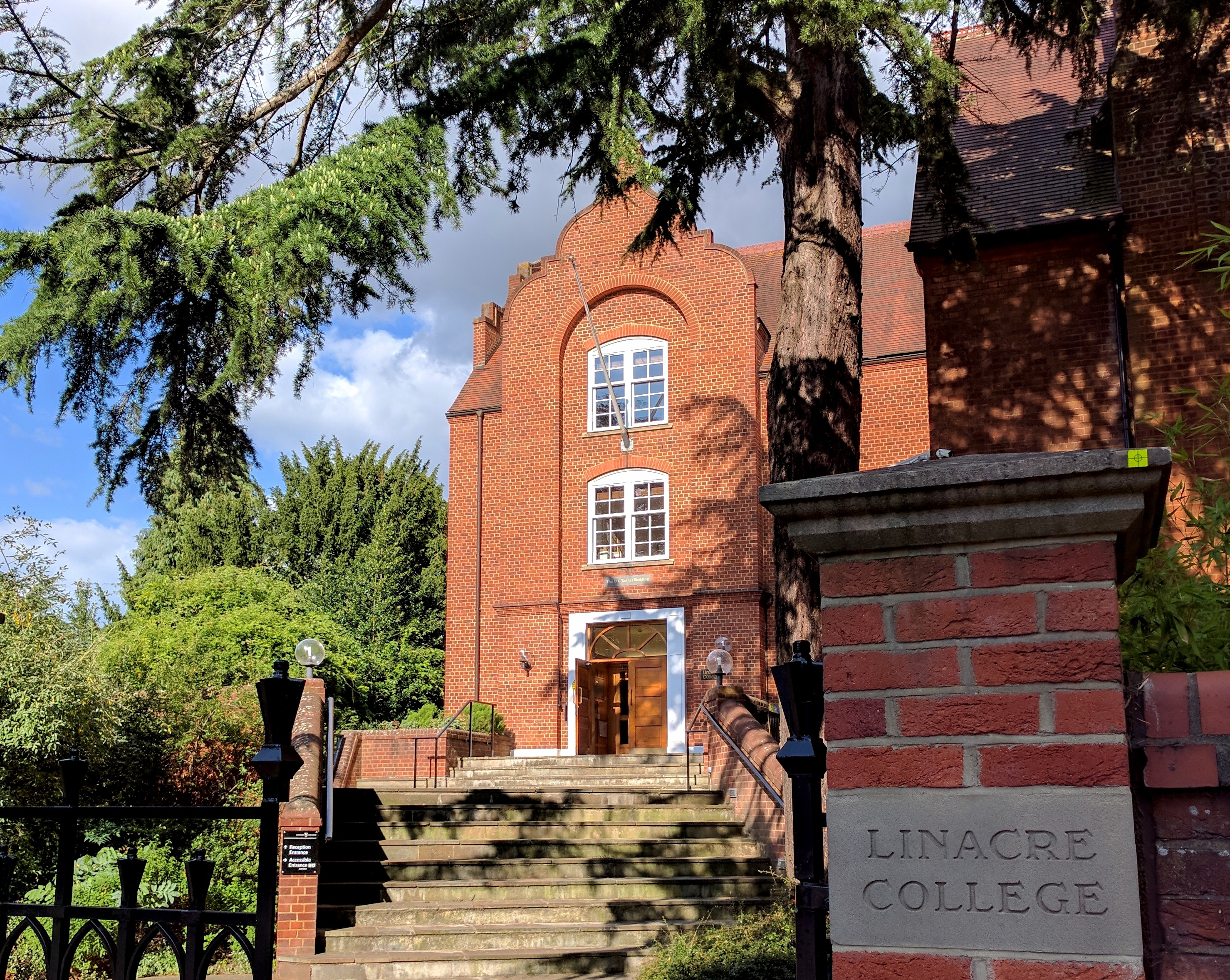
Головний вхід
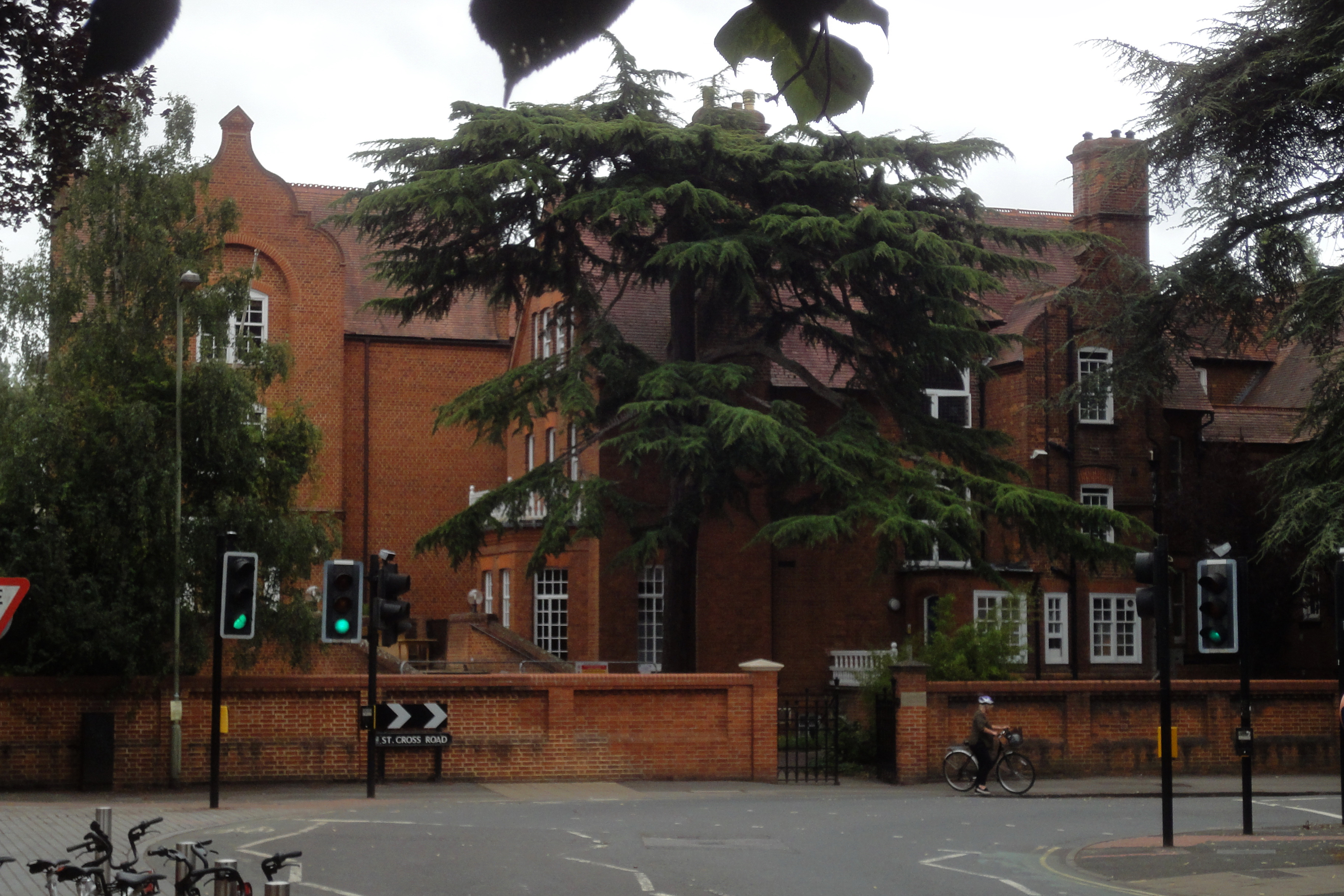
Вид із заходу
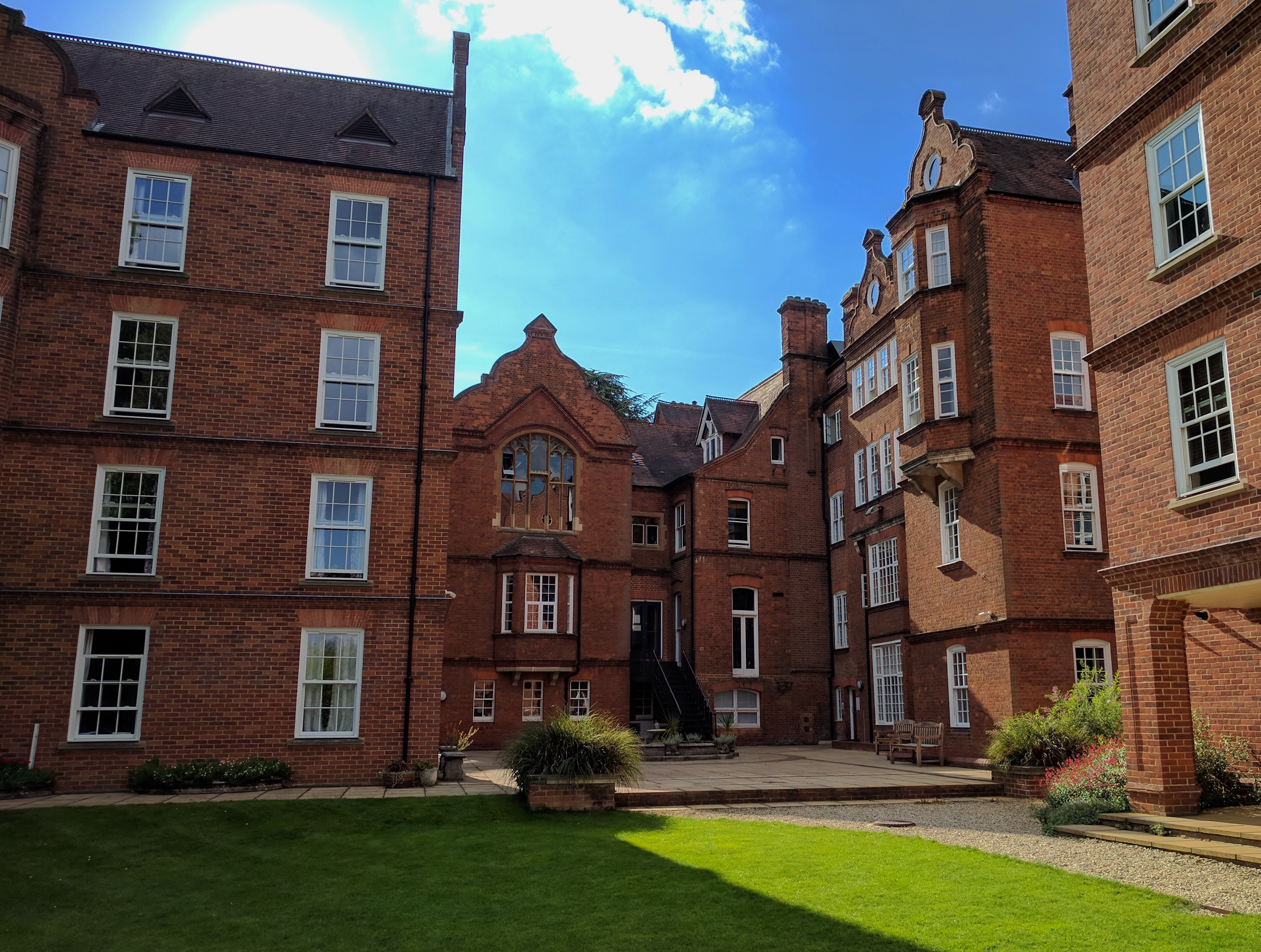
OC Tanner Building
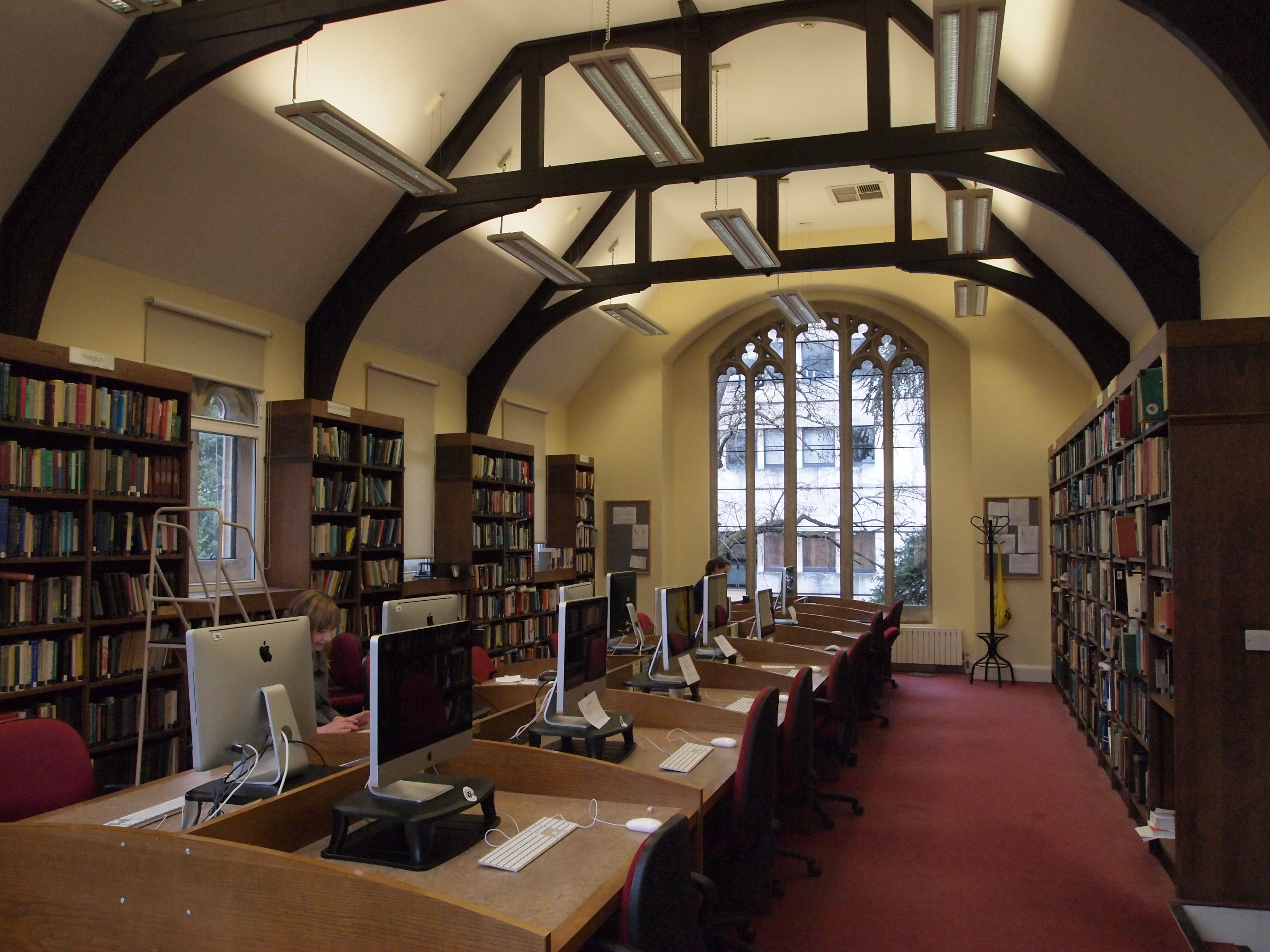
Бібліотека в Старій Каплиці
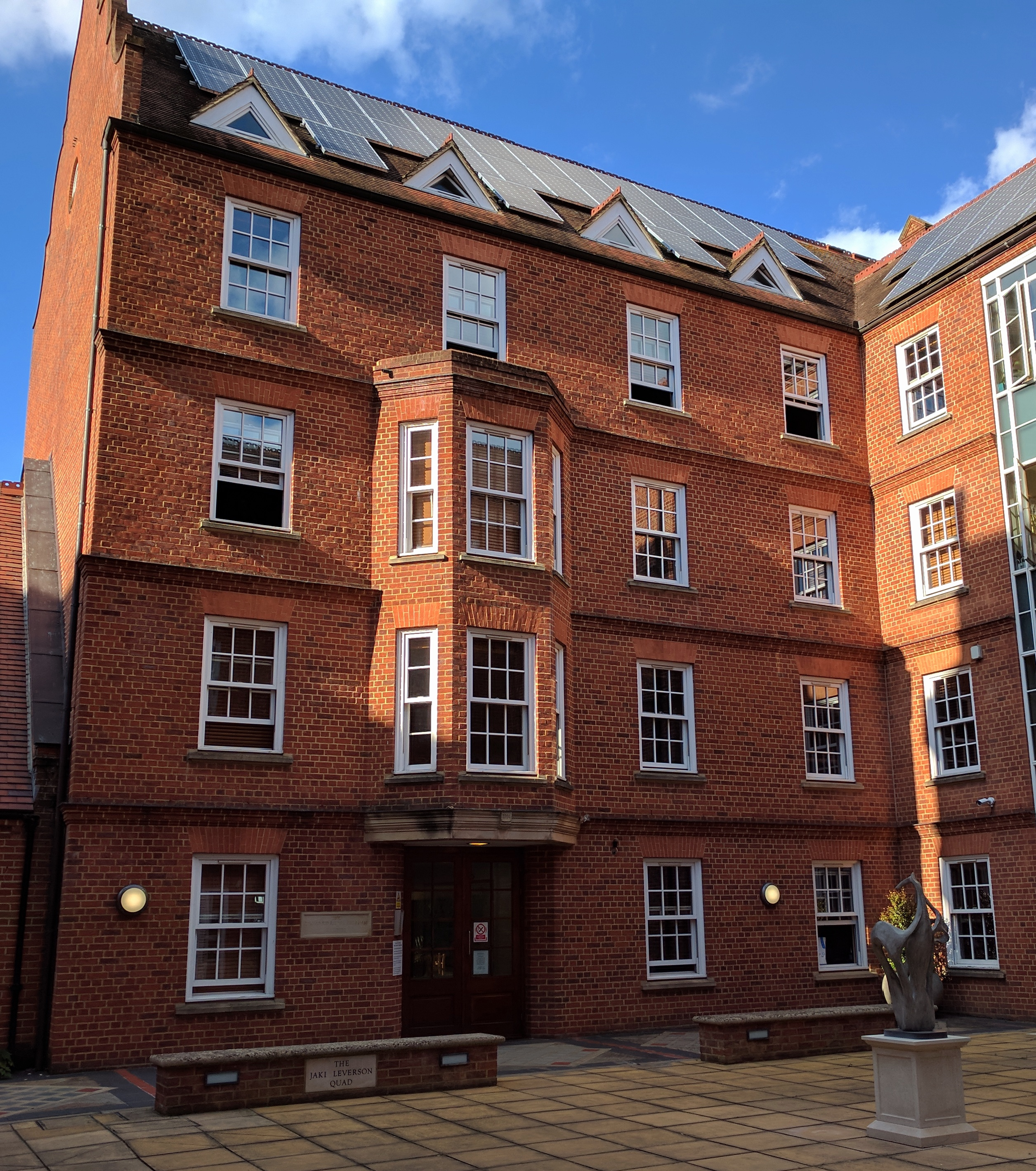
Abraham building
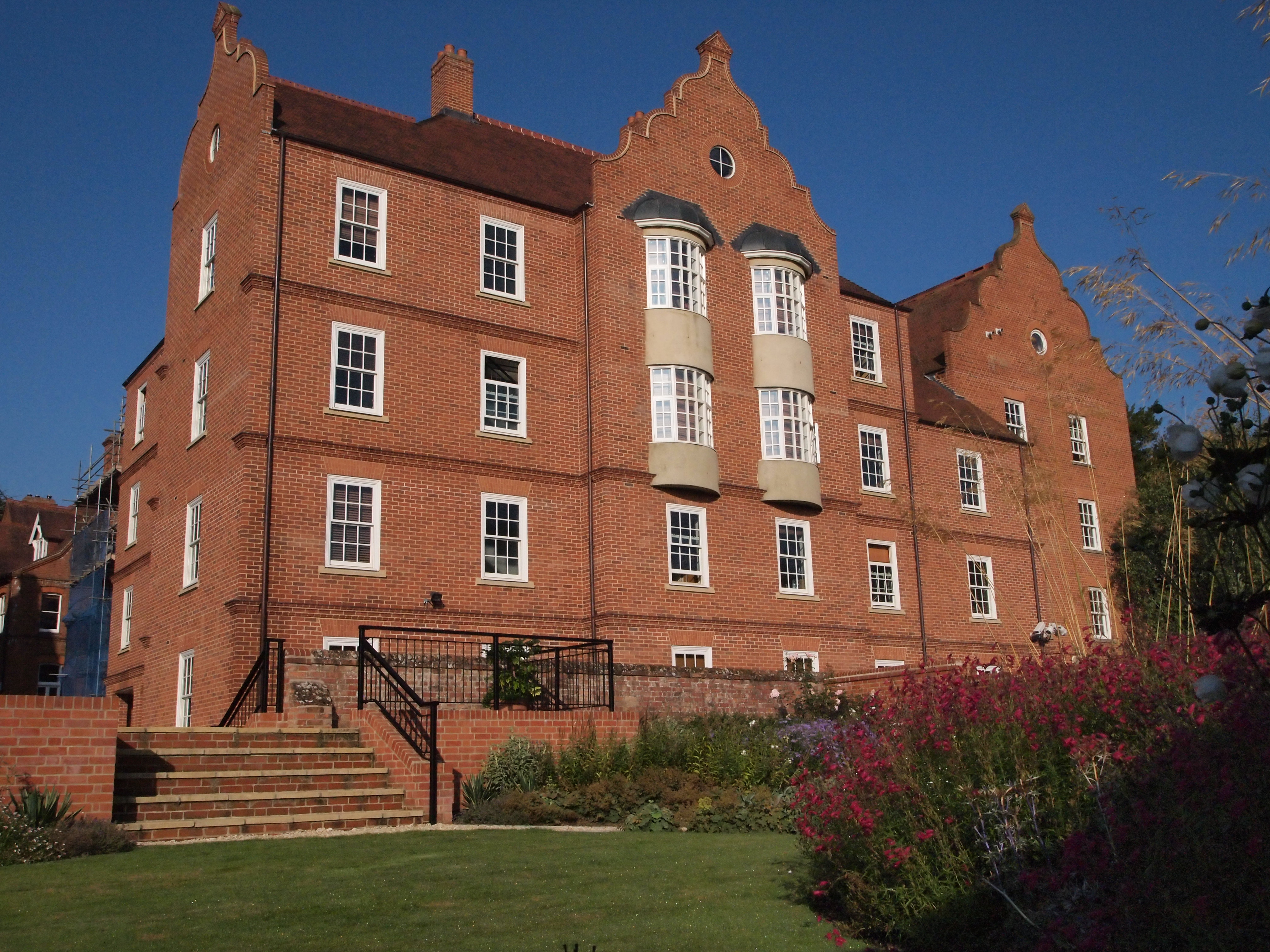
Griffiths Building
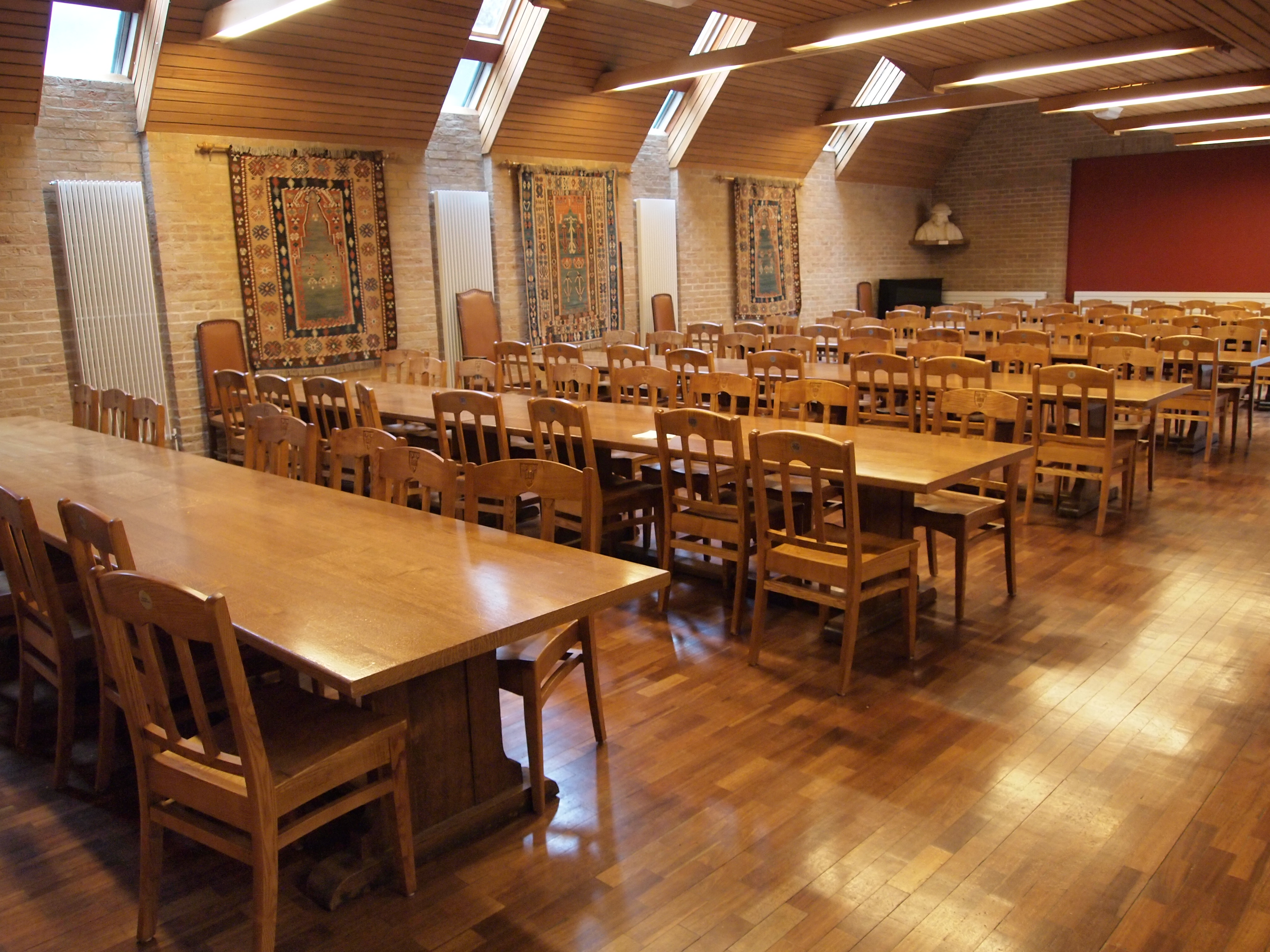
Їдальня
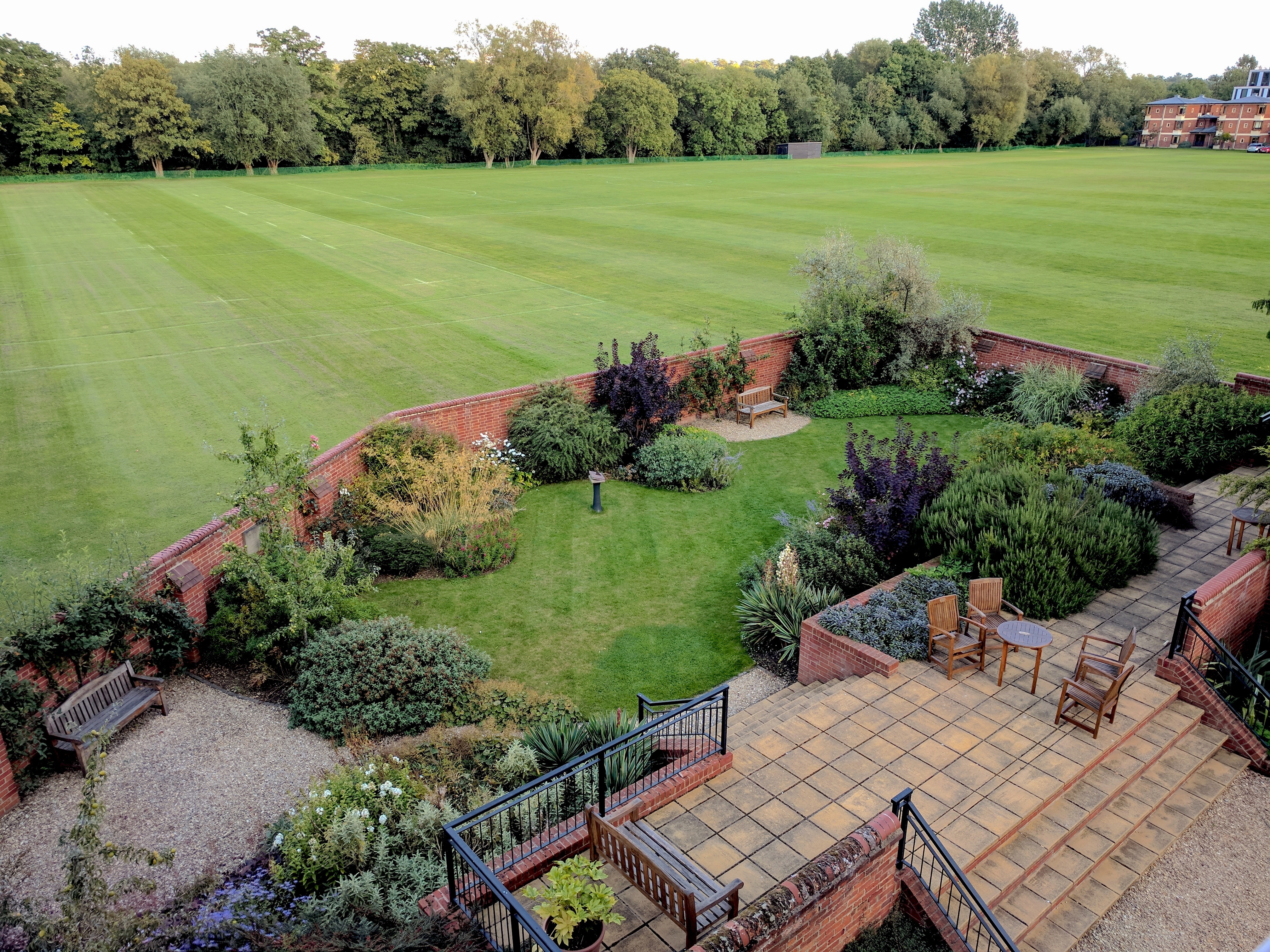
Сад Рома Гарре
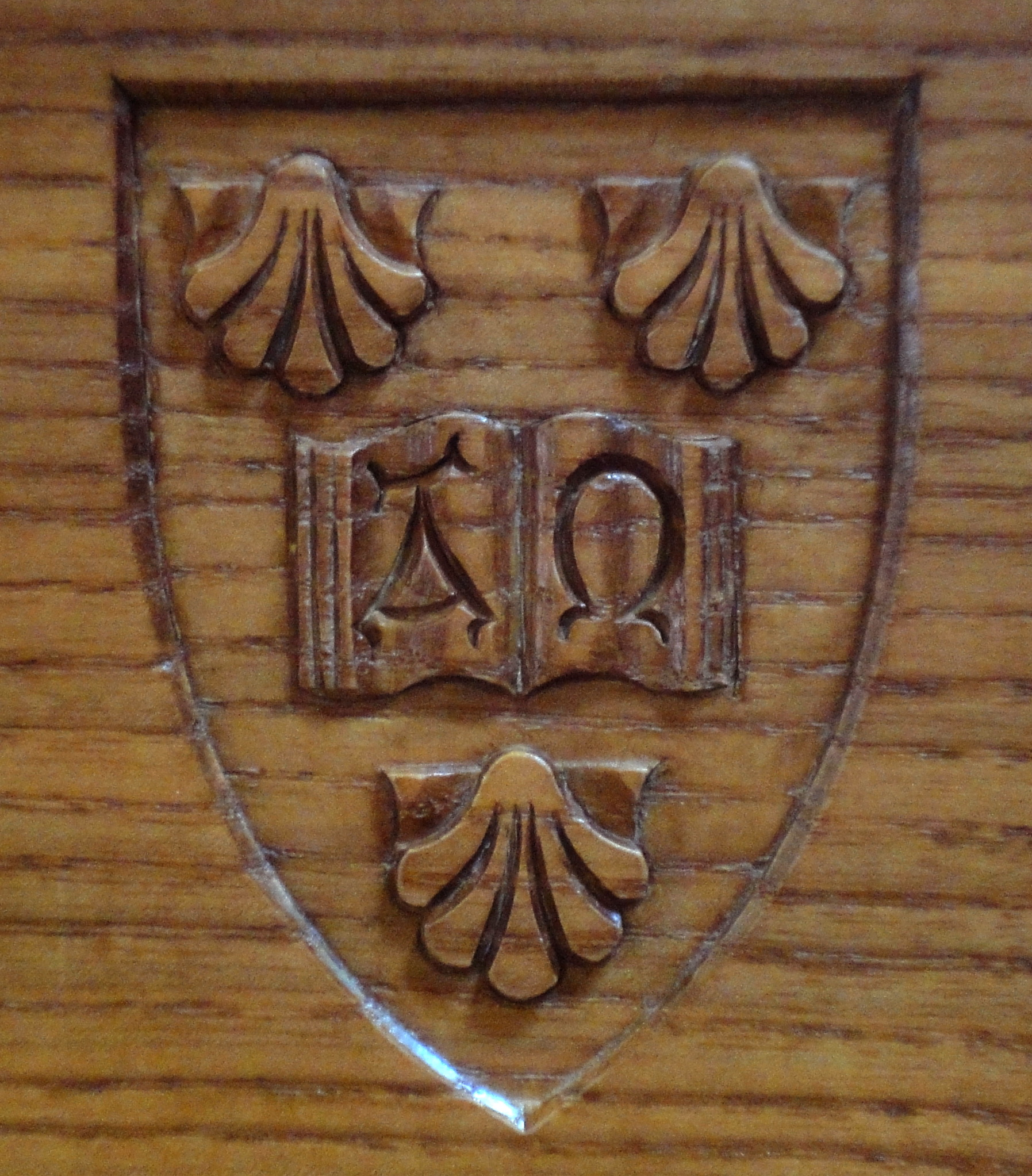
Герб коледжу з дубового дерева